# Valvo
La Valvo è stata un'azienda fondata nel 1924 come Röntgenröhrenfirma C. H. F. Müller da Carl Heinrich Florenz Müller (Röntgenmüller), divenuta poi Radioröhrenfabrik Hamburg, specializzata nella produzione di valvole termoioniche e componenti elettronici attivi e passivi.

## Storia
Il nome Valvo deriva dalla parola inglese valve (valvola). Il primo tubo è un triodo Normalröhre,  chiamato anche Valvo Normal. Nel 1927 si fondono la C. H. F. Müller e la Radioröhrenfabrik della Philips. Si amplia l'offerta con tubi a raggi catodici, elettrocondensatori, altoparlanti, resistori e tubi speciali.
Durante la seconda guerra mondiale, nel giugno 1943 l'azienda crea una fabbrica a Horneburg. Vengono utilizzati una ventina di internati dal campo di concentramento di Neuengamme.
Nel dopoguerra, con lo sviluppo del transistor, le valvole termoioniche vengono gradualmente abbandonate. Nel 1953, sette anni dopo l'invenzione del transistor, viene sviluppato il primo transistor di potenza, commercializzato nel 1957. Nel 1966 viene creato il primo circuito integrato Valvo e negli anni settanta i primi componenti adatti al montaggio automatico.
Parallelamente viene sviluppata la documentazione tecnica Valvo. Noti sono ai progettisti i Valvo-Taschenbücher, manuali in formato DIN A6.
Nel 1974 si giunge al 50º anniversario dell'azienda, con circa 30.000 componenti elettronici diversi a catalogo, 8.000 dipendenti, 5.000 solo ad Amburgo, con una percentuale di mercato del 21% e un fatturato di oltre un miliardo di DM, il più grande fornitore di componenti elettronici della Germania.
Con l'affermarsi dell'industria giapponese negli anni ottanta, Valvo inizia il declino. La casa madre Philips pensa di vendere. La divisione di componenti elettromeccanici viene venduta nel 1988. Nel 1989 viene assorbita dalla Philips Bauelemente GmbH. Nel 1992 si creano due divisioni: i componenti passivi e tubi catodici come Philips Components, i componenti attivi come Philips Semiconductors. Il marchio Valvo non esiste più.
Nel 1999 Philips Components viene acquisita dalla Yageo e diventa una divisione della Phycomp. Successivamente si fonde con l'americana Centralab e crea la BCcomponents che, dopo tre anni, nel 2002 viene acquisita dalla Vishay. Nello stesso anno la Philips, con la divisione tubi a raggi catodici di Valvo, entra in joint-venture con la coreana LG Group; non sarà più 100% Philips.
Sempre nel 1999 la divisione Valvo alta frequenza e isolatori viene lasciata. La nuova azienda, acquisita dalla Philips, non userà più il marchio Valvo Bauelemente.
Nel 2006 le attività principali Valvo di Philips vengono rinominate in NXP di Amburgo.